# なつかしの庭
『なつかしの庭』（なつかしのにわ、原題：오래된 정원、英題：The Old Garden）は、2007年公開の韓国映画。黄晳暎が2000年に発表した同名の小説（邦訳は『懐かしの庭』）を原作とする。

## 概要
日韓会談反対デモに参加し逮捕された経験のある黄晳暎は、光州事件など80年代の民主化運動を背景とする恋愛小説『오래된 정원』を2000年に発表した。2002年6月19日、青柳優子の翻訳により『懐かしの庭』のタイトルで岩波書店から上下巻で刊行された。
本作は黄晳暎の小説を原作とし、イム・サンスが監督と脚本を務めた。光州事件だけでなく、1986年10月の建国大学抗争もストーリーに取り入れている。
2006年9月25日にスペインのサン・セバスティアン国際映画祭で上映され、2007年1月4日に一般公開された。
2008年3月1日から5月30日まで「韓流シネフェス2008春」がシネマート六本木で開催された（シネマート心斎橋では3月15日から）。14作品が上映され、本作もそのうちの1本に選ばれた。日本での初公開は3月22日。

## キャスト
- チ・ジニ - オ・ヒョヌ
- ヨム・ジョンア - ハン・ユニ
- キム・ユリ - チェ・ミギョン
- ユン・ヒソク - チュ・ヨンジャク
- イ・ウンソン - ウンギョル、ヒョヌとユニの娘
- ユン・ヨジョン - ヒョヌの母
- キム・サンホ - コン

## 受賞とノミネート
- 百想芸術大賞 - 主演女優賞受賞（ヨム・ジョンア）
- 釜山映画評論家協会賞 - 監督賞受賞（イム・サンス）
- 第2回アジア・フィルム・アワード
  - 脚本賞ノミネート（イム・サンス）
  - 編集賞ノミネート（イ・ウンス）